# Atoka (Tennessee)
|  | Dieser Artikel wurde aufgrund von inhaltlichen Mängeln auf der Qualitätssicherungsseite des Projektes USA eingetragen. Hilf mit, die Qualität dieses Artikels auf ein akzeptables Niveau zu bringen, und beteilige dich an der Diskussion! Eine nähere Beschreibung der zu behebenden Mängel fehlt. |

Atoka ist eine Town in Tipton County im US-Bundesstaat Tennessee.

## Demografie
Das U.S. Census Bureau hat bei der Volkszählung 2020 eine Einwohnerzahl von 10.008 ermittelt.